# Александър Владигеров
Александър Панчов Владигѐров (4 август 1933 — 15 юни 1993) е български пианист, композитор и диригент.

## Биография
Александър Владигеров е роден в София на 4 август 1933 г. в семейството на Панчо Владигеров. През 1956 г. завършва композиция, диригентство и пиано в Държавната музикална академия при Влади Симеонов, Панка Пелишек, Панчо Владигеров и Парашкев Хаджиев. Между 1959 и 1961 г. специализира дирижиране при Натан Рахлин в Киев. Дирижира филхармонията в Пловдив през 1958-1959 г., в Плевен — 1960 г. и в Русе — 1961-1968 г., а от 1969 до 1991 г. е диригент на Симфоничния оркестър на Българско национално радио. Участва в концерти на Ленинградската и Киевската филхармония, както и в турнета в Европа, Азия и Америка.

## Творчество
Александър Владигеров е автор на три мюзикъла за деца, произведения за симфоничен оркестър, камерни пиеси и песни. По-известни негови произведения са:
- „Младежки марш“ (1948)
- „Румънски танц“ (1960)
- „Червената шапчица“ (вокално-симфонична приказка) (1969)
- 8 пиеси за ансамбъл от духови инструменти (1970)
- „Веселите градски музиканти“ (1971)
- „Вълкът и седемте козлета“ (1973).[1][2]

## Награди и отличия
Получава награди за клавирните си творби от международни композиционни конкурси във Варшава и Москва през 1955 г. и Болцано – 1957 г.